# Матей Матеев (архитект)
Вижте пояснителната страница за други личности с името Матей Матеев.
Матей Йорданов Матеев е български архитект.

## Биография
Матей Матеев е роден в 1910 г. в Станимака. Завършва средно образование в родния си град. През 1935 г. се дипломира в Политехническия институт в Бърно, Чехословакия, като инженер-архитект. В периода 1936 – 1939 г. работи като частен архитект в Асеновград и като ръководител на техническата служба към общината на Асеновград, главен архитект на града и районен инженер. От 1941 до 1944 г. е кмет на Асеновград. В периода 1954 – 1964 г. е главен архитект на Българска инвестиционна банка (БИБ) – Пловдив и старши инженер и началник-отдел „Качество“ при Държавно стопанско обединение „Градстрой“ – Пловдив. От 1964 до 1968 г. е главен архитект при Национален институт на паметниците на културата (НИПК) – клон Пловдив, а до 1972 г. е архитект при Окръжен съвет за изкуство и култура (ОСИК) – Пловдив След пенсионирането си работи като доброволен сътрудник на Археологическия музей, развива активна обществена дейност. Архитект е на сградата на Археологическия музей в Пловдив. Член е на Съюза на архитектите от основаването му.
Отличен с орден „Св. св. Кирил и Методий“ I степен. Умира на 13 април 1997 г. в Пловдив.
Личният му архив се съхранява във фонд 1613 в Държавен архив – Пловдив. Той се състои от 74 архивни единици от периода 1924 – 1981 г.

## Творчество
Архитект е на следните сгради в Пловдив:
- Археологически музей
- Дом на младоженците

Автор е на монография „Филипопол-древният Пловдив. Архитектура и градоустройство“, 1993.